# Тонсо, Мартин
Мартин Тонсо (исп. Martín Tonso; родился 19 октября 1989 года, Касерос, Аргентина) — аргентинский футболист, полузащитник клуба «Гравина».

## Клубная карьера
Тонсо — воспитанник клуба «Ньюэллс Олд Бойз». 19 февраля 2011 года в матче против «Лануса» он дебютировал в аргентинской Примере. 6 ноября в поединке против «Унион Санта-Фе» Мартин забил свой первый гол за «Ньюэллс Олд Бойз». 13 марта 2013 года в матче Кубка Либертадорес против чилийского «Универсидад де Чили» он отметился забитым мячом. В этом же году Мартин помог команде выиграть чемпионат.
В начале 2016 года Тонсо перешёл в чилийский «Коло-Коло». 7 февраля в матче против «Депортес Икике» он дебютировал в чилийской Примере. 21 февраля в поединке против «Унион Ла-Калера» Мартин забил свой первый гол за «Коло-Коло».
Летом 2016 года Тонсо перешёл в греческий «Атромитос». В матче против «ПАС Янина» он дебютировал в греческой Суперлиге. 16 октября в поединке против «Верии» Мартин забил свой первый гол за «Атромитос». Летом 2017 года Тонсо присоединился к «Астерасу». 1 октября в матче против столичного АЕКа он дебютировал за новый клуб. 2 декабря в поединке против «Керкиры» Мартин забил свой первый гол за «Астерас».

## Достижения
«Ньюэллс Олд Бойз»
- Чемпион Аргентины: Финаль 2013